# Neanura coronifera
Neanura coronifera är en urinsektsart som beskrevs av Axelson 1905. Neanura coronifera ingår i släktet Neanura, och familjen Neanuridae. Arten är reproducerande i Sverige.